# Saw II
Saw II er en amerikansk-canadisk film fra 2005 instrueret af Darren Lynn Bousman på grundlag af manuskript af Leigh Whannell og Darren Lynn Bousman. Filmen er i genren gyser-horror.

## Medvirkende
- Donnie Wahlberg som Eric Matthews
- Shawnee Smith som Amanda
- Tobin Bell som Jigsaw
- Franky G som Xavier
- Glenn Plummer som Jonas
- Dina Meyer som Kerry
- Emmanuelle Vaugier som Addison
- Beverley Mitchell som Laura
- Erik Knudsen som Daniel
- Tim Burd som Obi